# 克洛斯特湖 (梅爾基施-奧得蘭縣)
52°37′40″N 14°12′12″E / 52.62778°N 14.20333°E

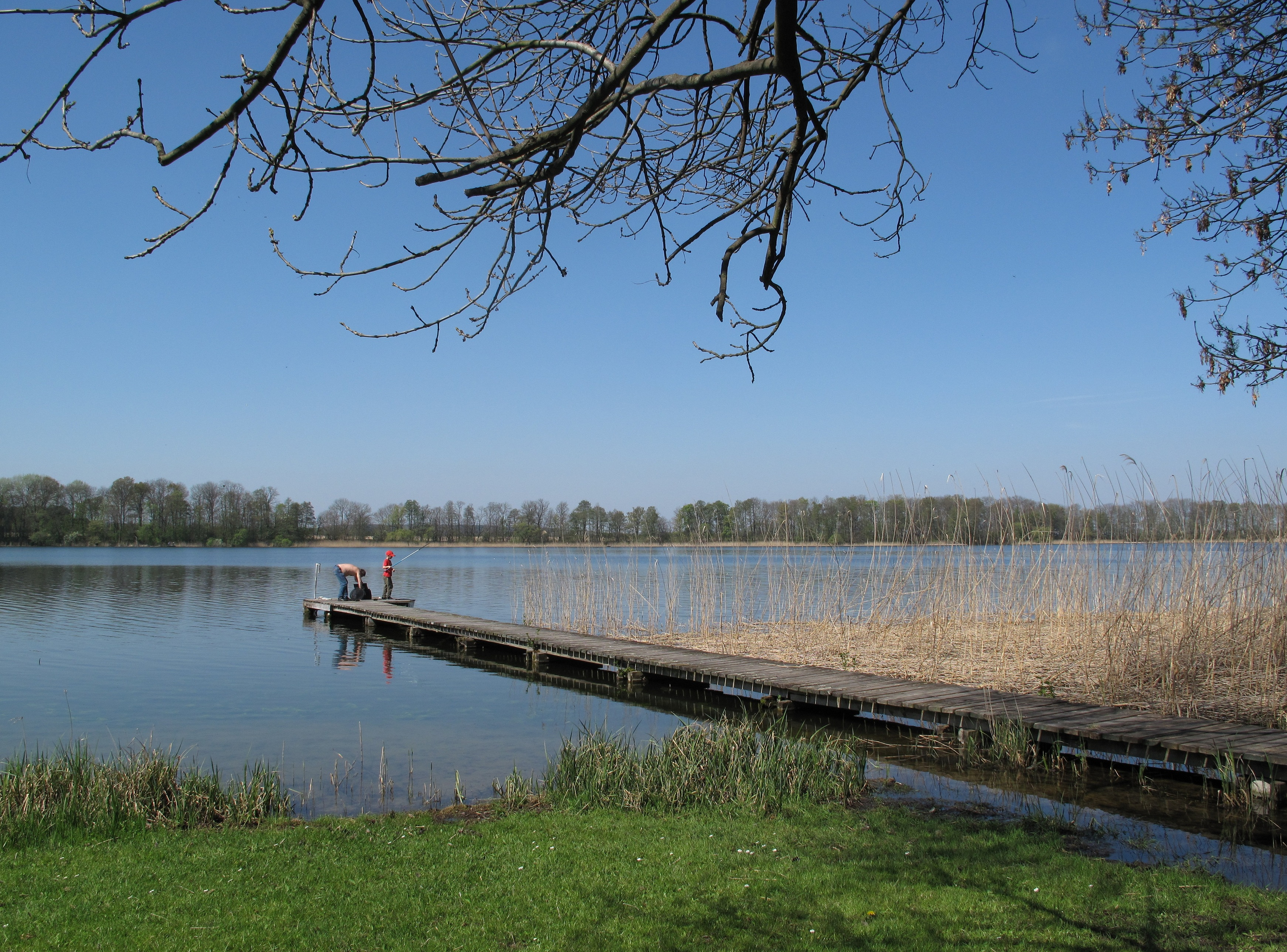

克洛斯特湖（德語：Klostersee），是德國的湖泊，位於該國西南部，由勃蘭登堡州負責管轄，處於梅爾基施-奧得蘭縣，長1.3公里、寬5.4公里，面積0.55平方公里，海拔高度5米，平均水深4.9米，最大水深13米，水體容量285萬立方米。